# Yeshivá de Slabodka
La Yeshivá de Slabodka (en yidis: סלאבאדקער ישיבה) era una yeshivá que estaba situada en la población lituana de Slabodka, un suburbio de Kaunas, Lituania. La yeshivá era conocida habitualmente por ser la madre de las yeshivás y estaba dedicada al estudio intensivo del Talmud babilónico. La yeshivá funcionó desde finales del siglo XIX hasta la Segunda Guerra Mundial.

## Historia

### Orígenes de la yeshiva
A partir de la segunda mitad del siglo XIX, Kaunas se convirtió en un centro de la actividad cultural judía en Lituania. Destacaron el Rabino Yitzchak Elchananan Spektor, el cual ejerció su oficio entre los años 1864 y 1896), Abraham Mapu, uno de los primeros escritores hebreos modernos, e Israel Isidor Elyashev, el primer crítico literario en yidis. Las yeshivás de Slabodka, en particular la yeshivá "Or HaChaim", que fue fundada por Tzvi Levitan alrededor del año 1863, atrajo a estudiantes de otros países, y fue dirigida por destacados eruditos talmúdicos. El Rabino Nosson Tzvi Finkel, también conocido como el anciano de Slabodka, introdujo allí los ideales del Musar. Dirigida por el jefe de la yeshivá, el Rabino Moshé Mordechai Epstein, la yeshivá del Alter fue conocida como la yeshivá de Slabodka desde el año 1881. Posteriormente, hubo una cierta oposición entre los estudiantes hacia el método del Musar, y en 1897 la yeshivá fue dividida en dos mitades. Los seguidores del Musar establecieron la Yeshivá Knesses Yisroel, que lleva el nombre del Rabino Yisroel Salanter, mientras que sus oponentes fundaron la Yeshivá Knesset Beit Yitzchak, que lleva el nombre del Rabino Spektor. Las yeshivás dejaron de funcionar durante el Holocausto judío.

### La Yeshivá de Slabodka se traslada a Hebrón, Israel
Un edicto del año 1924 que obligaba a los estudiantes de la yeshivá, a realizar el servicio militar en el Ejército lituano, o bien les requería llevar a cabo estudios seculares suplementarios, tuvo como consecuencia que un gran número de estudiantes de la yeshivá de Slabodka, emigraron al Mandato Británico de Palestina. El Alter de Slabodka envió al Rabino Avraham Grodzinski para dirigir a este grupo, y para establecer la Yeshivá de Slabodka en la ciudad de Hebrón. Una rama de la yeshivá fue asimismo establecida en la ciudad israelí de Bnei Brak.

### La Yeshivá de Slabodka ubicada en Bnei Brak, Israel
Hay una sucursal de la Yeshivá de Slabodka, que está actualmente ubicada en la ciudad israelí de Bnei Brak, y que tiene unos 500 estudiantes, a pesar de la afiliación lituana de la yeshivá, muchos de sus estudiantes son judíos jasídicos. Además, hay bastantes seguidores ultra-conservadores del Chazon Ish, (el Rabino antisionista Abraham Yeshaya Karelitz).